# 冯复京
馮復京（1573年—1622年），字嗣宗，直隸蘇州府常熟縣人，明朝藏書家。馮玘玄孫。

## 生平
生於萬曆元年（1573年）。強學廣記，早年治《詩經》，鉤貫箋疏，屢試不中，終身未仕，性嗜酒，“酒杯書帙錯列几案”，喜聚書，藏書萬卷。天啟二年（1622年）抑鬱以歿，享年五十歲。

## 著作
著有《蟭螟集》、《六家詩名物疏》五十五卷、《遵制家禮》、《常熟先賢事略》十卷等。

## 家族
子馮舒、馮班，人稱“海虞二馮”。